# Bain-de-Bretagne
Bain-de-Bretagne is een gemeente in het Franse departement Ille-et-Vilaine in de regio Bretagne. De plaats maakt deel uit van het arrondissement Redon. Bain-de-Bretagne telde op 1 januari 2022 7.704 inwoners.

## Geografie
De oppervlakte van Bain-de-Bretagne bedroeg op 1 januari 2022 64,77 vierkante kilometer; de bevolkingsdichtheid was toen 118,9 inwoners per km².

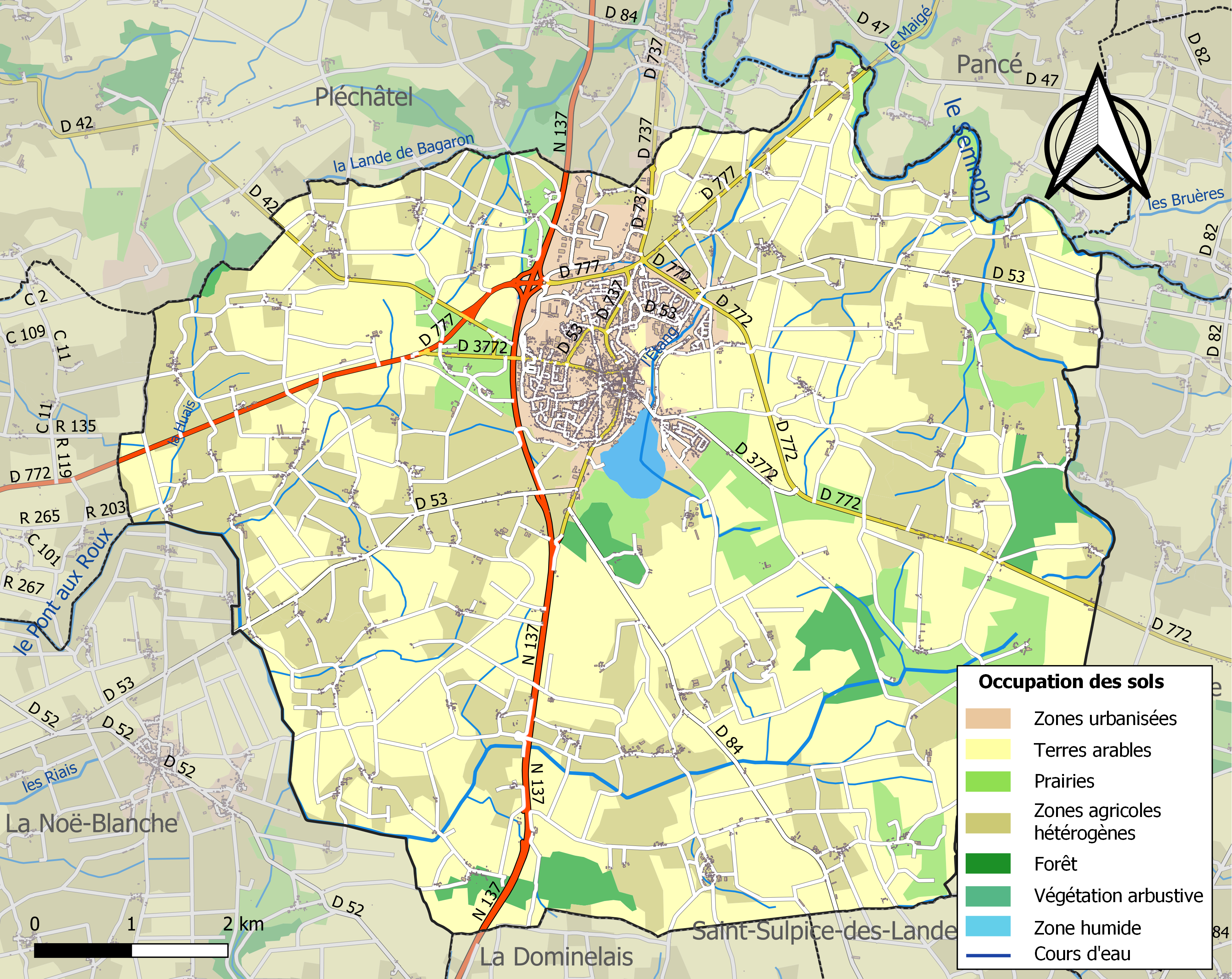
Kaart van de gemeente met belangrijkste infrastructuur, bodemgebruik en omliggende gemeenten

## Demografie
Onderstaande figuur toont het verloop van het inwonertal, bron: INSEE-tellingen. 